# 皮哈里夫卡
52°8′25″N 33°50′1″E / 52.14028°N 33.83361°E
皮哈里夫卡（烏克蘭語：Пигарівка）是位於烏克蘭東北部的村莊，由蘇梅州紹斯特卡區的中布達市鎮負責管轄。該村處於斯維加河畔，分別距離卡明斯凱1.5公里和盧赫2公里，海拔高度169米，2001年人口543。